# Sauto Theater
Das Sauto Theater wurde 1863 in der Stadt Matanzas, Kuba, eröffnet und ist seitdem ein Wahrzeichen der Stadt.

## Gebäude
Das Theater, erbaut durch den Architekten Daniele Del'Aglio, hat einen U-förmigen Innenraum und besteht aus 775 Sitzplätzen, die fast vollständig mit Holzpaneelen verkleidet sind. Es verfügt über drei Balkone und das Erdgeschoss hat einen manuellen Mechanismus, um das Auditorium zu erhöhen und in einen Ballsaal umzuwandeln. Der ursprüngliche Vorhang des Theaters ist ein Gemälde der Concordia-Brücke, die über den Fluss Yumurí führt. Die Lobby ist mit Carrara-Marmorstatuen griechischer Göttinnen und die Decke der Haupthalle mit Gemälden der Musen geschmückt.

## Geschichte
Zur Eröffnung 1863 wurde es zu Ehren des damaligen Zivilgouverneurs von Matanzas, Pedro Esteban y Arranz, Esteban Theatre genannt. Es nahm jedoch bald den Nachnamen von Ambrosio de la Concepción Sauto an, einem Mäzen der Künste, der viel zu seinem Bau und seiner Pracht beitrug.
Aufgrund der Nähe von Matanzas zu Havanna, des kulturellen Erbes der Matanzas und der Zahlungsfähigkeit seiner reichen Nachbarn wurde das Sauto Theater regelmäßig von großen Künstlern und Interpreten besucht, die durch Havanna kamen.
Das Theater hat so berühmte Künstler von Weltrang angezogen, wie die französische Schauspielerin Sarah Bernhardt (die Camille im Jahr 1887 spielt), die russische Tänzerin Anna Pávlova im Jahr 1945, den kubanischen Komponisten José White Lafitte, den italienischen Opernsänger Enrico Caruso und den spanischen Gitarristen Andrés Segovia.
Das Sauto ist nicht nur Austragungsort wichtiger internationaler Veranstaltungen, wie dem Internationalen Ballettfestival und dem Maitheater, sondern bietet auch Vorstellungen verschiedener Programme an fünf Tagen in der Woche.
Es gilt als das eleganteste und funktionalste der kubanischen Theater des 19. Jahrhunderts und ist so zu einem Symbol der Stadt geworden. Der mexikanische Wandmaler Diego Rivera sagte: „Ich erkenne Matanzas für den Sauto.“
Das Theater wurde 1978 zum Nationaldenkmal erklärt.
Zwischen den Jahren 2010 und 2018 wurde das Theater wegen Reparaturen geschlossen. Es bildet zusammen mit dem Junco-Palast des Provinzmuseums und dem La Vigía-Gebäude des Provinzrats der Bildenden Künste, dem Museum Galerie Pedro Esquerré das Historische Ensemble des Platzes de las Armas.